# Deimos (satèl·lit)
|  | Per a altres significats, vegeu «Dimos». |

Deimos (també denominat Mart II en nomenclatura sistemàtica) és el més petit i el més exterior dels dos satèl·lits de Mart sent, l'altre, Fobos. Va ser descobert per Asaph Hall el 12 d'agost de 1877 quan buscava específicament si Mart tenia satèl·lits; se l'anomenà Deimos pel terme grec Δείμος que significa terror. Deimos té un radi principal de 6,2 km i triga 30,3 hores a orbitar Mart. El satèl·lit es troba a 23 460 km del planeta vermell, a molta més distància que no pas Fobos respecte de Mart.

## Descobriment i etimologia

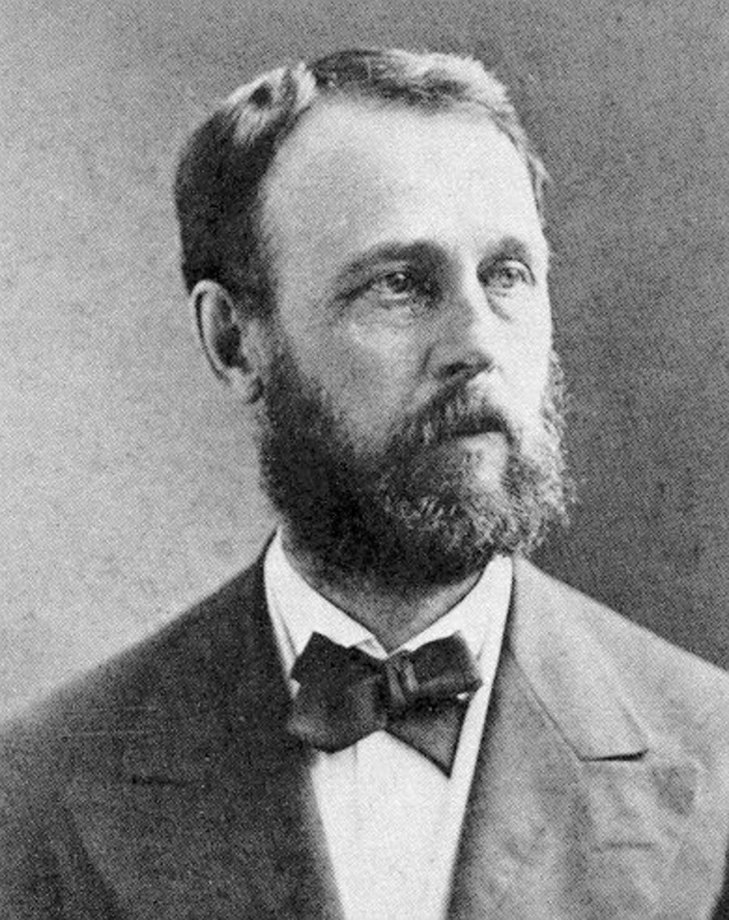
Asaph Hall.

A través de les veus dels astrònoms de l'illa voladora Laputa a Els viatges de Gulliver (1726), l'autor Jonathan Swift (1667-1745) anuncià que Mart tenia dos satèl·lits, donant distàncies plausibles i períodes orbitals, tot i que pot haver afegit aquests detalls per fer gala de la seva comprensió de les lleis de Kepler en lloc de qualsevol prova de la seva existència. Uns anys més tard, potser inspirat en Swift, el visitant extraterrestre del conte de Voltaire (1694-1778) Micromégas també esmenta dues llunes de Mart. La lògica de l'època també suposava que com que els planetes interiors no tenien llunes, la Terra en tenia una, i Júpiter quatre, Mart n'havia de tenir dues.
El 1862, Asaph Hall III (1829-1907) començà a treballar com a astrònom assistent a l'Observatori Naval dels Estats Units (USNO) a Washington DC. Tot i que fou encarregat del telescopi refractor de 26 polzades «Gran Equatorial», el més gran del món durant gairebé una dècada, poc després de ser instal·lat, no dirigí la seva atenció a Mart fins a la primavera de 1877. Després d'una recerca en la literatura científica infructuosa, Hall decidí iniciar un treball de recerca exhaustiva de satèl·lits a principis d'agost. Inicialment, descartà alguns candidats llunyans, i després començà a buscar a prop, mantenint el planeta fora del camp de visió i girant l'ocular per passar completament al voltant de Mart.
El seu primer albirament de la lluna exterior fou l'11 d'agost de 1877. El temps dels següents dies li impedí fer més observacions, però el 17 d'agost pogué verificar el seu descobriment inicial del satèl·lit ara conegut com a Deimos. La nit següent, mentre esperava que aparegués Deimos, descobrir la lluna interior, Fobos. Les observacions d'aquella nit i la següent confirmaren el descobriment i el superintendent de l'USNO, l'almirall John Rogers, ho anuncià públicament el 18 d'agost. Hall rebé la medalla Arago de França, la medalla de la Royal Astronomical Society d'Anglaterra i la medalla de la Legió d'Honor francesa per aquest descobriment.

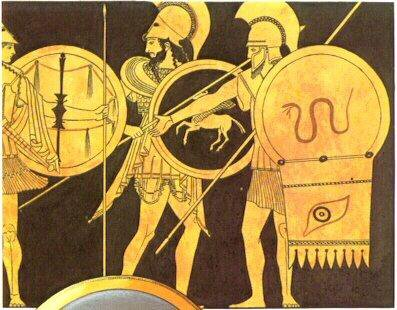
Deimos i Fobos en una decoració d'una ceràmica.

El nom «Deimos» prové de la mitologia grega. Δεῖμος Deîmos, és la personificació mitològica del terror. Prové del grec antic δειμός deimós, ‘terror’. Aquest nom fou suggerit pel químic anglès Henry George Madan (1838-1901), que el tragué del cant XV de la Ilíada d'Homer (segle viii aC). Fobos i Deimos (el pànic i el terror) són els dos fills d'Ares i Afrodita i acompanyants del seu pare, el déu de la guerra. Ja que el nom romà d'Ares és Mart, és adequat que els seus dos satèl·lits portin els noms dels fills d'Ares.

## Origen
L'origen de les llunes de Mart és desconegut i les diferents hipòtesis proposades són controvertides. Les principals hipòtesis són que es formà o bé per captura o bé per acreció.

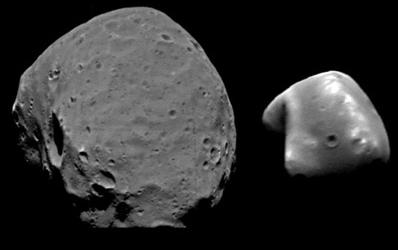
Comparació de les dimensions de Deimos i Fobos.

A causa de la presumpta similitud amb la composició dels asteroides de tipus C o D, una hipòtesi és que les llunes podrien ser objectes capturats a l'òrbita marciana des del cinturó d'asteroides, amb òrbites que s'han circularitzat per arrossegament atmosfèric o per forces de marea, ja que la captura requereix la dissipació d'energia. L'atmosfera marciana actual és massa prima per capturar un objecte de la grandària de Fobos mitjançant frenada atmosfèrica. Geoffrey Landis (1955) ha assenyalat que la captura podria haver tingut lloc si el cos original era un asteroide binari que se separà a causa de les forces de marea. La principal hipòtesi alternativa és que les llunes es formaren per acreció en la posició actual. Una altra hipòtesi alternativa és que Mart estava envoltat, en el passat, per molts cossos de la grandària de Fobos i Deimos, potser introduïts a la seva òrbita per causa d'una col·lisió amb un planetesimal.
El 2021, Amirhossein Bagheri i els seus col·laboradors proposaren una nova hipòtesi sobre l'origen de les llunes: mitjançant l'anàlisi de les dades sísmiques i orbitals de la Missió InSight a Mart i altres missions, proposaren que les llunes naixeren de la desintegració d'un cos progenitor comú fa entre 1 i 2,7 mil milions d'anys. El progenitor comú de Fobos i Deimos fou probablement impactat per un altre objecte i s'esmicolà per formar Fobos i Deimos.

## Característiques físiques

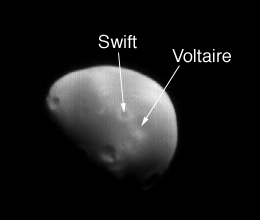
Posició dels cràters Swift i Voltaire, els més importants de Deimos.

Deimos és massa petit per a tenir forma esfèrica; les dimensions en són 7,5 x 6,1 x 5,2 km. i la seva massa és d'1,5 × 1015 kg. La seva albedo és baixa, com la d'un asteroide de tipus C, fins i tot alguns estudis apuntes que podria ser de tipus D. S'ha fotografiat gairebé la seva superfície sencera en les diverses missions d'exploració de Mart, però encara no s'ha programat cap missió d'estudi específic del satèl·lit. Està compost per roca rica en carboni (condrita carbonatada) i gel. La superfície és plena de cràters d'impacte, però no tan profunds com els de Fobos, a causa que alguns cràters s'han omplert de regòlit. Els dos cràters més grans són el Swift i el Voltaire i mesuren 1 km de diàmetre el primer i 2,1 km el segon. Els seus noms provenen dels escriptors homònims, Jonathan Swift (1667-1745) i Voltaire (1694-1778), perquè aquests van especular amb l'existència de llunes marcianes abans que es descobrissin realment.

## Característiques orbitals

Òrbites de Fobos, Deimos i les sondes Mars Odyssey (MO), Mars Reconnaissance Orbiter (MRO) i Mars Express.

Deimos orbita a 20 000 km d'altitud sobre la superfície marciana. A pesar de trobar-se tan pròxim al planeta, només és visible en el cel marcià com un punt lluminós molt brillant i que pot ser comparable a la brillantor de Venus vist des de la Terra. A més a més, el període d'observació és breu, quan Mart es troba en oposició a la Terra.

Deimos inverteix 30 h 17 min 55 s a recórrer la seva òrbita. La seva revolució és, per consegüent, un poc més duradora que la rotació del planeta (de 24 h 42 min), la qual cosa fa que el satèl·lit es moga lentament en el cel: tarda 64 hores entre la seva eixida, per l'est i la seva posta, per l'oest. El més curiós és que, durant el temps en què roman visible, desenvolupa dues vegades el cicle complet de les seves fases. Des del planeta, es pot observar el trànsit del satèl·lit per davant del disc solar. L'òrbita és força circular (excentricitat e = 0,000 24) i es produeix gairebé en el pla equatorial de Mart (només una diferència d'1,8°) i, per tant, la captura del satèl·lit per part del planeta requeriria un mecanisme per a fer circular l'òrbita que, inicialment, era excèntrica i ajustar la seva inclinació al pla equatorial; probablement això succeí a partir d'una combinació de resistència atmosfèrica i forces de marea. Malgrat això, hi ha debat sobre si ha transcorregut suficient temps per tal que s'hagin pogut donar aquests processos.

Fobos passant per davant de Deimos en temps real. Imatge presa pel Curiosity el 1r d'agost de 2013.

És precisament pel fet de gravitar en el pla equatorial del planeta Mart i tan prop de la superfície d'aquest que Deimos és invisible des de les regions polars (no pot ser vist des de més amunt del paral·lel 82°). De tota manera, donades les seves petites dimensions, a penes pot dissipar un poc les tenebres de la nit marciana. I això durant curts períodes, ja que en gravitar tan a prop del planeta i en òrbita equatorial, passa la major part de la nit ocult en el con de l'ombra projectada pel planeta, o siga, sense ser il·luminat per la llum solar. Presenta acoblament de marea i, per tant, des de Mart sempre es veu la mateixa cara de Deimos.
Com que l'òrbita de Deimos cada cop és més gran, que es troba prou lluny de Mart i l'acceleració de marea, es preveu que Deimos acabi escapant de la gravetat del planeta vermell.

## Exploració
En general, la història de l'exploració de Deimos és similar a la de Mart i de Fobos. Deimos ha estat fotografiat de prop per diverses naus espacials amb la missió principal de fotografiar Mart, incloent el març de 2023 durant una rara aproximació realitzada per la missió Emirates Mars. Malgrat això, no s'han realitzat aterratges a Deimos.
El 1997 i el 1998, la missió Aladdin va ser seleccionada com a finalista en el Programa Discovery de la NASA. El pla era visitar tant Fobos com Deimos i llançar projectils als satèl·lits per tal que la sonda els recollís mentre duia a terme un vol lent (~1 km/s). Aquestes mostres es retornarien a la Terra per al seu estudi tres anys més tard. L'investigador principal era Carle M. Pieters de la Universitat de Brown. El cost total de la missió, incloent el vehicle de llançament i les operacions, era de 247,7 milions de dòlars. Finalment, la missió triada per volar va ser MESSENGER, una sonda amb la missió d'estudiar el planeta Mercuri.
El 2008, el Centre de Recerca Glenn de la NASA va començar a estudiar una missió de retorn de mostres de Fobos i Deimos que utilitzaria la propulsió elèctrica solar. L'estudi va donar lloc al concepte de missió "Hall", una missió de la classe New Frontiers, actualment sota estudi d'ampliació. A més, s'ha ideat una altra missió de retorn de mostres anomenada Gulliver dedicada a Deimos, en la qual es retornaria 1 quilogram de material de Deimos a la Terra. Una altra missió proposada de retorn de mostres de Fobos i Deimos és l'OSIRIS-REx 2, la quqal utilitzaria tecnologia de la primera missió OSIRIS-REx.
El març de 2014, es va proposar una missió de classe Discovery per situar un a sonda a l'òrbita de Mart abans del 2021 per tal d'estudiar Fobos i Deimos, la proposta de missió s'anomenà Phobos And Deimos & Mars Environment (PADME). L'exploració humana de Deimos podria servir com a catalitzador per a l'exploració humana de Mart. Recentment, s'ha proposat que les sorres de Deimos o Fobos podrien ser un material valuós per a l'aerofrenada en la colonització de Mart.
La missió Mars Orbiter Mission de l'ISRO va capturar les primeres imatges la cara llunyana de Deimos. A l'abril de 2023, els astrònoms van publicar imatges globals de prop de Deimos, preses per primera vegada pel Mars Hope. Les observacions realitzades durant aquesta missió contradien la hipòtesi de Deimos com a asteroide capturat pel camp gravitatori marcià i donaven evidència a favor de la hipòtesi de Deimos com a cos basàltic d'origen planetari.